# 下阿尔高县
下阿尔高县（Landkreis Unterallgäu）是德国巴伐利亚州的一个县，隶属于施瓦本行政区，首府明德尔海姆。

## 華語譯名
由於兩岸對於德國行政區「Landkreis」翻譯的不同，台灣稱為「下阿爾高郡」；中國大陸稱為「下阿尔高县」。

## 地理
下阿尔高县西北面与新乌尔姆县，北面与金茨堡县，东北面与奥格斯堡县，东面和东南面与东阿尔高县，南面与上阿尔高县，西面与巴登-符腾堡州的拉芬斯堡县和比伯拉赫县相邻。